# Відроджене Гантаваді
Відроджене Гантаваді або Новораманьяське царство  — короткочасна держава на півдні сучасної М'янми зі столицею в Пегу, яка 1740 року утворилася внаслідок кризи імперії Таунгу. 1757 року була підкорено військами бірманської династії Конбаун.

## Історія
З початку XVIII ст. імперія Таунгу мала численні труднощі, її правителям доводилося все частіше придушувати повстання намісників, зростав податковий тягар. З початку 1730-х років занепад таунгу посилився, чим скористалися володарі князівства Маніпур та М'яу-У, що здійснювали грабіжницькі напади.
У 1738/1739 році повстав Тар Аун, намісник Пегу. Проте його не підтримало монське населення, яке також виступило проти центральної влади. Невдовзі Тар Аун загинув у боротьбі з монами. Магадгаммараза Діпаті, володар Таунгу, і призначив свого стрийка новим намісником Пегу — Мін'є Аунгнаїна. Проте повстання монів не припинялося, охопивши Сиріам і Мартабан. Їх підтримали гве-шани та карени.
1740 року повсталі оголосили про утворення незалежної держави Відроджене Гантаваді на чолі із Смімгто Буддакеті, що також належав до Другої династії Таунгу. Невдовзі армія того атакувала П'ї й Аву, але зазнало поразки, захопивши лише місто Таунгу з провінцією. У 1742 році після запеклої боротьби вдалося остаточно закріпитися в Сиріамі, що був на той час ключовим портом. 1745 року армія Відродженого Гантаваді захопило провінцію П'ї.
1747 року Смімгто Буддакеті під тиком монської знаті зрікся влади на користь свого першого міністра Біньї Дали, який повів боротьбу проти рештків імперії Таунгу більш енергійно. 1751 року було взято в облогу міста Сійкайн і Аву. Остання впала 1752 року. В результаті практично уся територія монів, бірманців та частково шанів опинилося під владою Відродженого Гантаваді.

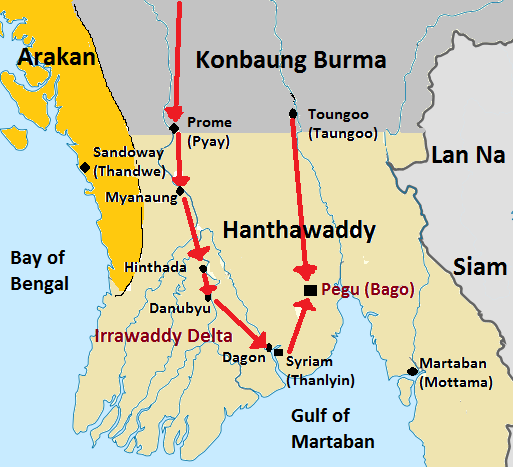
Війна з Конбаун в 1755—1757 роках

Втім невдовзі політичні та військові прорахунки призвели до успіхів постання на чолі із Алаунпаєю з роду Конбаун, що діяв на півночі. Також відбувалися прикордонні сутички з державою Аютхая. В результаті 1754 року було втрачено землі колишнього царства Ава, а з 1755 року Відроджене Гантаваді перейшло до оборони. 1757 року, незважаючи на допомогу французького флоту та найманців, держава зазнало остаточної поразки від бірманських військ й припинило своє існування.
Репресії армії Конбаун змусили тисячі монів тікати до Аютхаї. За цим послідувала асиміляція монів, внаслідок чого вже на початку XIX ст. мони перетворилися з переважаючого населення до незначної меншини.

## Устрій
Загалом зберігав традиції часів Гантаваді та Таунгу. На чолі стояв монарх, що мав вищу політичну, військову та судову владу. Йому допомагав перший міністр. Вони також могли радитися із зібранням аристократів. Значний вплив зберігало буддійське духовенство.
Територію було поділено на провінції з провідними містами Сиріам, Мартабан, Пегу, Тавой, Ава. Проте через нетривале існування Відродженого Гантаваді не встигли виявитися негативні наслідки, як було в попередніх царствах.

## Економіка
Основу становили землеробство, особливо вирощування рису, ремесництво та торгівля. Було встановлено дружні відносини з Французькою Ост-Індською компанією, яка отримала факторії в Сиріамі та Мартабані.